# Cantone di Villeneuve-sur-Lot-Sud
Il Cantone di Villeneuve-sur-Lot-Sud era una divisione amministrativa dell'arrondissement di Villeneuve-sur-Lot.
È stato soppresso a seguito della riforma complessiva dei cantoni del 2014, che è entrata in vigore con le elezioni dipartimentali del 2015.
Comprendeva parte della città di Villeneuve-sur-Lot e i comuni di:
- Bias
- Pujols
- Saint-Antoine-de-Ficalba
- Sainte-Colombe-de-Villeneuve
- Sembas